# جبريل أدامو
جبريل محمد أدامو (بالإنجليزية: Jibril Mohamed Adamu)‏ لاعب كرة قدم نيجيري ، يلعب في الوسط من مواليد السعودية .
وقع في عام 2015 مع نادي النجوم و انتقل إلى نادي هجر في عام 2018 و انتقل إلى نادي الجبلين في عام 2019 و انتقل إلى نادي الوشم مطلع عام 2020 .

## روابط خارجية
- جبريل محمد أدامو على موقع Soccerway.com (الإنجليزية)